# Tigermann József
Tigermann József (?, 1851. – Gmina Oświęcim, 1944. június 17.) érsekújvári ortodox zsidó főrabbi.

## Élete
1886-tól működött Érsekújvár főrabbijaként. A településen jesivát szervezett.
Fia Tigermann Ignác (1890–1944) békéscsabai főrabbi. Sógora volt Friedmann Simon (?–1928) tekintélyes üveg- és porcelánkereskedő, az abaújszántói hitközség érdemes alelnöke.